# Матц Селс
Матц Селс (нід. Matz Sels, нар. 26 лютого 1992, Лінт) — бельгійський футболіст, воротар англійського клубу «Ноттінгем Форест» та національної збірної Бельгії.

## Клубна кар'єра
Народився 26 лютого 1992 року в місті Лінт. Вихованець юнацьких команд футбольних клубів «Контіх» та «Льєрс».
У 2010 році він був включений в заявку основного складу «Льєрса», але протягом двох сезонів був дублером Ейдзі Кавасіми і на поле не виходив. Лише після уходу влітку 2012 року японського воротаря, 29 липня в матчі проти «Гента» Селс дебютував у Лізі Жюпіле. У цьому ж поєдинку Матц відбив пенальті. Він став основним воротарем команди, зігравши у тому сезоні 30 ігор, але після того як відмовився продовжувати контракт з клубом влітку 2013 року його було відправлено до резервної команди.

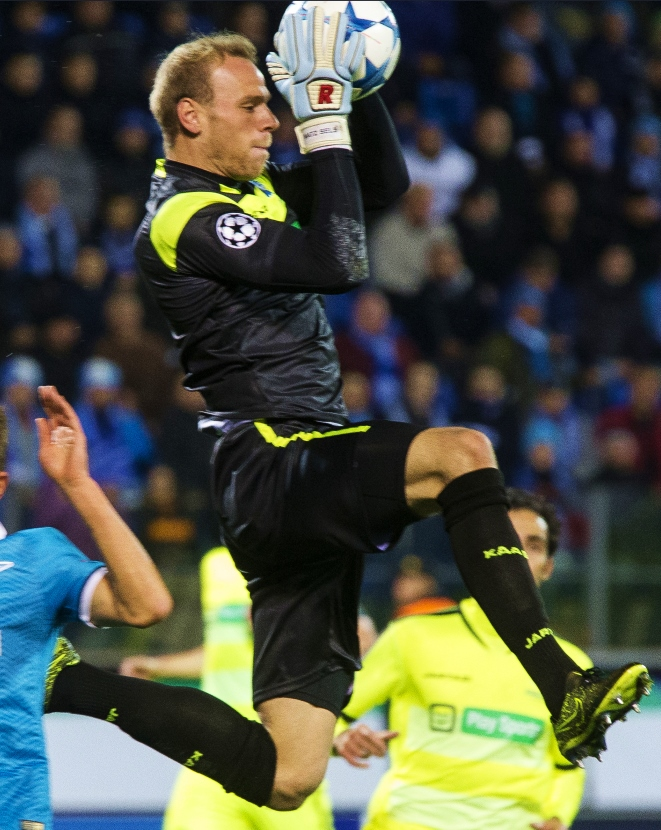
Матц Селс під час виступів за «Гент». 2015 рік.

У січні 2014 року Селс перейшов у «Гент», підписавши контракт на чотири сезони. 18 січня в поєдинку проти «Кортрейка» він дебютував за новий клуб. У 2015 році Селс допоміг команді вперше в історії виграти чемпіонат Бельгії, а також Суперкубок. За підсумками 2015 року він був визнаний найкращим воротарем чемпіонату. Всього Селс відіграв за команду з Гента два з половиною сезони своєї ігрової кар'єри. Більшість часу, проведеного у складі «Гента», був основним голкіпером команди і відзначався досить високою надійністю, пропускаючи в іграх чемпіонату в середньому менше одного гола за матч.
29 червня 2016 року Матц за 6,5 мільйонів фунтів перейшов в англійський «Ньюкасл Юнайтед», що тільки вилетів з Прем'єр-ліги, підписавши контракт на п'ять років. 5 серпня в матчі проти «Фулгема» він дебютував у Чемпіоншипі. Бельгієць відразу став основним воротарем, але після кількох помилок з кінця вересня втратив місце в основі, поступившись у воротах Карлу Дарлоу і більше в чемпіонаті не грав, а 22 червня 2017 року для отримання ігрової практики був відданий в оренду в «Андерлехт», з яким виграв Суперкубок Бельгії.
27 липня 2018 року Матц за 4 млн євро перейшов у французький «Страсбур», підписавши контракт на 4 роки. 12 серпня в матчі проти «Бордо» він дебютував у Лізі 1. Селс відразу ж став основним воротарем «Страсбурга», тому його контракт був продовжений на два сезони, до 2024 року, в жовтні 2019 року. У своєму першому сезоні він виграв Кубок французької ліги, але в цьому другорядному турнірі стояв резервний воротар Бінгуру Камара. 15 липня 2020 року Селс отримав розрив ахіллового сухожилля на лівій нозі під час тренування, через що пропустив майже повністю сезон 2020/21, повернувшись на поле лише у квітні 2021 року. Станом на 9 травня 2021 року відіграв за команду зі Страсбурга 70 матчів в національному чемпіонаті.

## Виступи за збірні
2009 року дебютував у складі юнацької збірної Бельгії (U-17), загалом на юнацькому рівні взяв участь у 15 іграх, пропустивши 16 голів.
Протягом 2012—2014 років залучався до складу молодіжної збірної Бельгії, з якою взяв участь у турнірі в Тулоні в 2013 році. Всього на молодіжному рівні зіграв у 4 офіційних матчах, пропустив 6 голів.
З 2015 року став викликатись до національної збірної Бельгії як резервний воротар, але на поле не виходив. Селс був включений в розширений склад збірної на чемпіонат Європи 2016 року та чемпіонат світу 2018 року, однак у фінальну заявку в обох випадках голкіпер не потрапив.
Лише з третьої спроби Матц таки потрапив в остаточну заявку, поїхавши у статусі третього воротаря збірної на чемпіонат Європи 2020 року, замінивши Куна Кастельса, який змушений був пропустити турнір через операцію.

## Статистика виступів

### Статистика клубних виступів
| Сезон                | Команда              | Чемпіонат            | Чемпіонат | Чемпіонат | Національний кубок | Національний кубок | Національний кубок | Континентальні кубки | Континентальні кубки | Континентальні кубки | Інші змагання | Інші змагання | Інші змагання | Усього | Усього |
| Сезон                | Команда              | Ліга                 | Ігор      | Голів     | Ліга               | Ігор               | Голів              | Ліга                 | Ігор                 | Голів                | Ліга          | Ігор          | Голів         | Ігор   | Голів  |
| -------------------- | -------------------- | -------------------- | --------- | --------- | ------------------ | ------------------ | ------------------ | -------------------- | -------------------- | -------------------- | ------------- | ------------- | ------------- | ------ | ------ |
| 2010–11              | «Льєрс»              | ПЛ                   | 1         | 0         | КБ                 | -                  | -                  | -                    | -                    | -                    | -             | -             | -             | 1      | 0      |
| 2011–12              | «Льєрс»              | ПЛ                   | 0         | 0         | КБ                 | 0                  | 0                  | -                    | -                    | -                    | -             | -             | -             | 0      | 0      |
| 2012–13              | «Льєрс»              | ПЛ                   | 30        | -53       | КБ                 | 1                  | -2                 | -                    | -                    | -                    | -             | -             | -             | 31     | -55    |
| 2013-січ. 2014       | «Льєрс»              | ПЛ                   | -         | -         | КБ                 | -                  | -                  | -                    | -                    | -                    | -             | -             | -             | -      | -      |
| Усього за «Льєрс»    | Усього за «Льєрс»    | Усього за «Льєрс»    | 31        | -53       |                    | 1                  | -2                 |                      | -                    | -                    |               | -             | -             | 32     | -55    |
| січ.-трав. 2014      | «Гент»               | ПЛ                   | 9+6       | -8-6      | КБ                 | 3                  | -2                 | -                    | -                    | -                    | -             | -             | -             | 18     | -16    |
| 2014–15              | «Гент»               | ПЛ                   | 30+9      | -29-9     | КБ                 | 6                  | -7                 | -                    | -                    | -                    | -             | -             | -             | 45     | -45    |
| 2015–16              | «Гент»               | ПЛ                   | 30+10     | -29-15    | КБ                 | 4                  | -2                 | ЛЧ                   | 8                    | -11                  | СБ            | 1             | 0             | 53     | -57    |
| Усього за «Гент»     | Усього за «Гент»     | Усього за «Гент»     | 94        | -96       |                    | 13                 | -11                |                      | 8                    | -11                  |               | 1             | 0             | 116    | -118   |
| 2016–17              | «Ньюкасл Юнайтед»    | ЧФЛ                  | 9         | -7        | КА+КЛ              | 3+2                | -5-1               | -                    | -                    | -                    | -             | -             | -             | 14     | -13    |
| 2017–18              | «Андерлехт»          | ПЛ                   | 22+10     | -29-15    | КБ                 | 1                  | -1                 | ЛЧ                   | 3                    | -9                   | СБ            | 1             | -1            | 37     | -55    |
| 2018–19              | «Страсбур»           | Л1                   | 37        | -48       | КФ+КЛ              | 1+0                | -2                 | -                    | -                    | -                    | -             | -             | -             | 38     | -50    |
| 2019–20              | «Страсбур»           | Л1                   | 27        | -32       | КФ+КЛ              | 2+0                | -2                 | ЛЄ                   | 6                    | -6                   | -             | -             | -             | 35     | -40    |
| 2020–21              | «Страсбур»           | Л1                   | 6         | -13       | КФ                 | 0                  | 0                  | -                    | -                    | -                    | -             | -             | -             | 6      | -13    |
| Усього за «Страсбур» | Усього за «Страсбур» | Усього за «Страсбур» | 70        | -93       |                    | 3                  | -4                 |                      | 6                    | -6                   |               | -             | -             | 79     | -103   |
| Усього за кар'єру    | Усього за кар'єру    | Усього за кар'єру    | 236       | -293      |                    | 23                 | -24                |                      | 17                   | -26                  |               | 2             | -1            | 278    | -344   |